# Мустафа Латифић
Мустафа Латифић (Ливно, 15. јун 1915 — Видимлије, код Ливна, 14. јун 1942), учесник Народноослободилачке борбе и народни херој Југославије.

## Биографија
Рођен је 15. јуна 1915. у Ливну. Потиче из сиромашне радничке породице, његов отац Осман погинуо је током Првог светског рата, свега пар месеци после његовог рођења. Основну школу и нижу гимназију завршио је у родном месту, а Средњу техничку школу, 1935. године у Сарајеву. Имао је жељу да студира на Техничком факултету у Прагу, али лоши материјални услови његове породице му то нису допуштали. Још у време школовања, као ђак Средње техничке школе, дошао је у додир с револуционарним омладинским покретом и због тога долазио у сукоб с управом школе и сарајевском полицијом.
После завршетка школовања 1935. године, вратио се у родно Ливно. Пошто није могао да нађе запослење, помагао је мајци у кућним пословима. Био је врло активан у раду Уједињених радничких синдиката у Ливну, у којима је тада илегална Комунистичка партија Југославије имала веома велики утицај. У то време у Ливну је доласком Војина Зиројевића, обновљен рад партијске ћелије, која је постала веома активна. Поред рада у УРС-овим синдикатима, Мустафа је био активан члан муслиманског омладинског друштва „Мерхамет“, које је окупљало скоро сву муслиманску омладину Ливна.
Године 1937. отишао је на одслужење војног рока у Сарајево у Школу за резервне официре, али је после дописа из Среског начелства из Ливна, како непожењан пребаче на редовно ослужење војног рока у пешадијски пук у Крагујевцу. После војске, крајем 1938. године, отишао је у Сушак, где се запослио у фабрици папира. Одмах по доласку у Сушак прикључио се радничком покрету и почетком 1939. године примљен је у чланство Савеза комунистичке омладине Југославије (СКОЈ). Неколико месеци касније због политичког рада међу радницима и омладином, ухапшен је и после два месеца испитивања, протеран на три године у родно место. По повратку у Ливно, наставио је политички рад посебно у друштву „Мерхамет“.
У потрази за запослењем отишао је у Загреб, где је становао код сестре. Тражећи запослење, долазио је у додир с многим комунистима, а посебно се спријатељио с Отокаром Кершованијем. Током боравка у Загребу, био је активан у Радничкој комори и Удружењу есперантиста и примљен у чланство Комунистичке партије Југославије (КПЈ). После свега неколико месеци боравка у Загребу, 1940. године, поново је ухапшен и протеран у родно место. Почетком 1941. године, позван је у резерву војске у Сињу, где га је затекао Априлски рат и капитулација краљевске војске. У Сињу се повезао са Хасаном Бркићем, тада секретаром Окружног комитета КПЈ за Сарајево и заједно са њим отишао у Ливно. По доласку у Ливно заједно са Војином Зиројевићем сва тројица су активно радила на организовању устнака, прикупљању оружја и др.
У току јула 1941. године, Мустафа је био један од главних организатора устанка у ливањском крају. Посебно је радио на зближавању Срба, Хрвата и Муслимана. Као одличан организатор и врстан говорник, придобијао народне масе за Народноослободилачки покрет (НОП) свуда где је политички деловао. Посебно је био популаран у српским становништвом у селима око Купреса и Гламоча. Почетком децембра 1941. године налазио се на челу групе бораца Ливањског партизанског одреда, потпомогнуте ненаоружаним сељацима, која је у заседи сачекала италијанску моторизовану колону и после четворочасовне борбе је разбила. Мустафа је тада, наоружан пиштољем и бомбом, први ушао међу италијанске камионе и сам разоружао неколико војника. У овој борби је заробљено више италијанских војника, неколико официра и подофицира, и већа количина оружја, муниције, ћебади и другог материјала. Касније се истакао и у борби против италијана на путу између Дувна и Прозора.
После погибије Војина Зиројевића, Мустафа је маја 1942. године постављен за политичког комесара Батљона „Војин Зиројевић“, који је војно и политички деловао у оквиру Четврте оперативне зоне Хрватске за Далмацију. Половином јуна Штаб батаљона и Прва чета су са деловима Трећег и Петог крајишког партизанског одреда учествовали у борбама с усташама око Гламоча. По повратку на свој терен, 13. јуна, борци батаљона су свартили у село Видимлије, код Ливна, да се одморе од напорног марша. У зору 14. јуна 1942. године били су опкољени од четника, а у борби која се након тога развила, погоћен с више метака погинуо је Мустафа Латифић.
Указом Президијума Народне скупштине ФНР Југославије 5. јула 1951. проглашен је за народног хероја.